# 洪渡镇
洪渡镇，是中华人民共和国贵州省铜仁市沿河土家族自治县下辖的一个乡镇级行政单位。

## 行政区划
洪渡镇下辖以下地区：
洪渡村、洞子溪村、龙泉村、王坨村、皂角村、双泉村和苏家村。